# Астрономическое явление 1561 года над Нюрнбергом
Астрономическое явление 1561 года над Нюрнбергом — загадочное астрономическое явление, якобы наблюдаемое в 1561 году в небе над Нюрнбергом, иногда трактуемое как воздушная битва. В наши дни его описание часто вызывает сомнения и споры.

## История

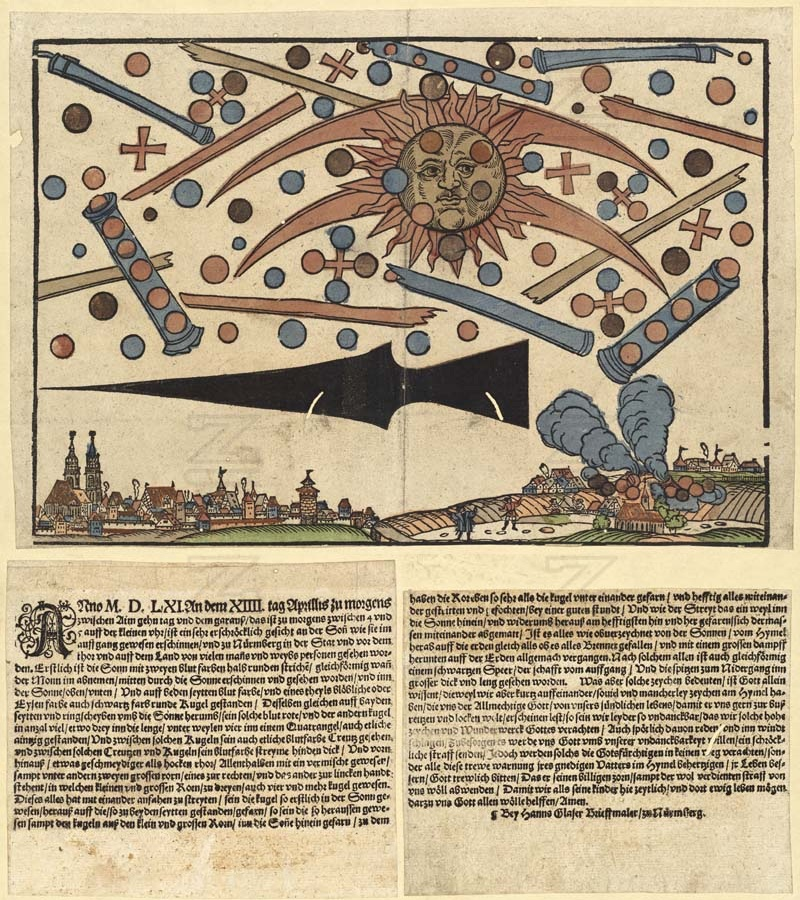
Астрономическое явление 1561 года над Нюрнбергом

Данное событие было описано в ксилографической статье, опубликованной 14 апреля 1561 года. Иногда как дату события указывают 1566 год, но дата сделанная в самой ксилографии римскими цифрами, указывает именно на 1561 год, а дата 1566 год это возможно некорректная отсылка к похожему явлению в городе Базель которое произошло спустя 5 лет. Заметка сопровождалась соответствующей иллюстрацией. 
Согласно статье, ранним утром 4 апреля 1561 года жители Нюрнберга наблюдали явление, описанное ими впоследствии как воздушное сражение. В небе наблюдалось множество шаров и цилиндров, а также другие объекты странной формы, которые беспорядочно двигались по небосводу вокруг солнца:
«Первое солнце показалось, и было видно с двумя кроваво-красными полукруглыми чертами, подобными убывающей Луне, что проходили прямо через солнце, а на самом солнце, над, под ним и по обе стороны от него стояли кроваво-красные и частично голубоватые или стального цвета, а также чёрные круглые шары».
«Так же и с обеих сторон возникли круглые диски вокруг солнца — их там было множество, — и шары, кроваво-красные, так и других оттенков, по три в ряд, иногда четырёхугольниками, как скоплениями, так и одиночные. И между этими шарами видны были во множестве кроваво-красные кресты, а между теми крестами и шарами были кроваво-красные полосы, за толстыми streyme hinden dick, а спереди несколько более рассеянные, чем … hocken rho»
По словам очевидцев, между этими объектами происходило «сражение», которое было достаточно активным и энергичным:
«И все они начали сражаться, сначала сферы у солнца двинулись в сторону тех, что находились по сторонам, одновременно со сферами из тонкой и толстой труб за солнцем.
Также и трубы двинулись навстречу друг к другу, подобно шарам, и все они сражались и сражались друг с другом на протяжении примерно часа. После же битвы, которая временами проходила то с одной, то с другой стороны от солнца и была весьма яростной, переехала на время и снова солнца от одной стороны к другой, набирая ярость, пока стороны не уничтожили друг друга»
Завершилось это все появлением загадочного объекта треугольной формы. Что с ним произошло потом, точно не известно. В современных источниках есть необоснованные утверждения, что он упал где-то за городом, хотя в оригинальном тексте они отсутствуют:
«После того стало видимо нечто вроде чёрного копья большой толщины и длины, обращённого древком к восходу Солнца и нацеленного в направлении, с которого вы можете наблюдать восход».
Данный документ находится в Центральной Библиотеке города Цюрих, Швейцария. Это главная библиотека Цюрихского университета, расположенная в бывшем аббатстве Черных монахов.

## Попытки объяснения
Если внимательней присмотрится к личности автора статьи: Гансу Глейзеру и тем новостям, которые он публиковал, то можно заметить что он не раз описывал необычные атмосферные явления, но его слова не всегда имеют серьезную документальную подтвержденность и написаны с религиозным оттенком, например вышеупомянутое явление в небе над Нюрнбергом он интерпретировал как божий знак. За 1558 год в архивах Нюрнберга сохранились решения городского совета, среди которых был запрет для Глейзера печатать гравюры и издавать свои статьи.
 

В наши дни выдвигаются версии про атмосферные явления и умышленную мистификацию. Любители уфологии склонны считать этот случай описанием битвы НЛО.